# トヨタ・TRエンジン
トヨタ・TRエンジンは、トヨタ自動車の水冷直列4気筒ガソリンエンジンの系列である。
SUV、ピックアップトラック、ライトバン、タクシーなど、車両総重量が2.5トン程度の車種や、業務用途での運用を考慮し、低・中速域トルクを重視した設計となっている。従来のRZ型の基本設計を踏襲しているが、VVT-iの採用や樹脂部品の多用による軽量化など、基本性能が大きく改善されている。形式的には TZ型 の後継になる。

## 概要
- 生産期間
  - 2003年7月 -

## 系譜
- エンジン型式一覧の自動車用エンジンの系譜を参照。

## 型式

### 1TR-FE - 2000cc
- 搭載車種（車両型式）
  - ハイエース/レジアスエースバン（TRH100系/200系）
  - ハイエース/レジアスエース200系 日本国内向けバン
  - ダイナ/トヨエース（TRY230系）
  - コンフォート教習車（TSS13系）
  - イノーバ 新興国市場車
  - マツダボンゴブローニィバン（TRH200M系）

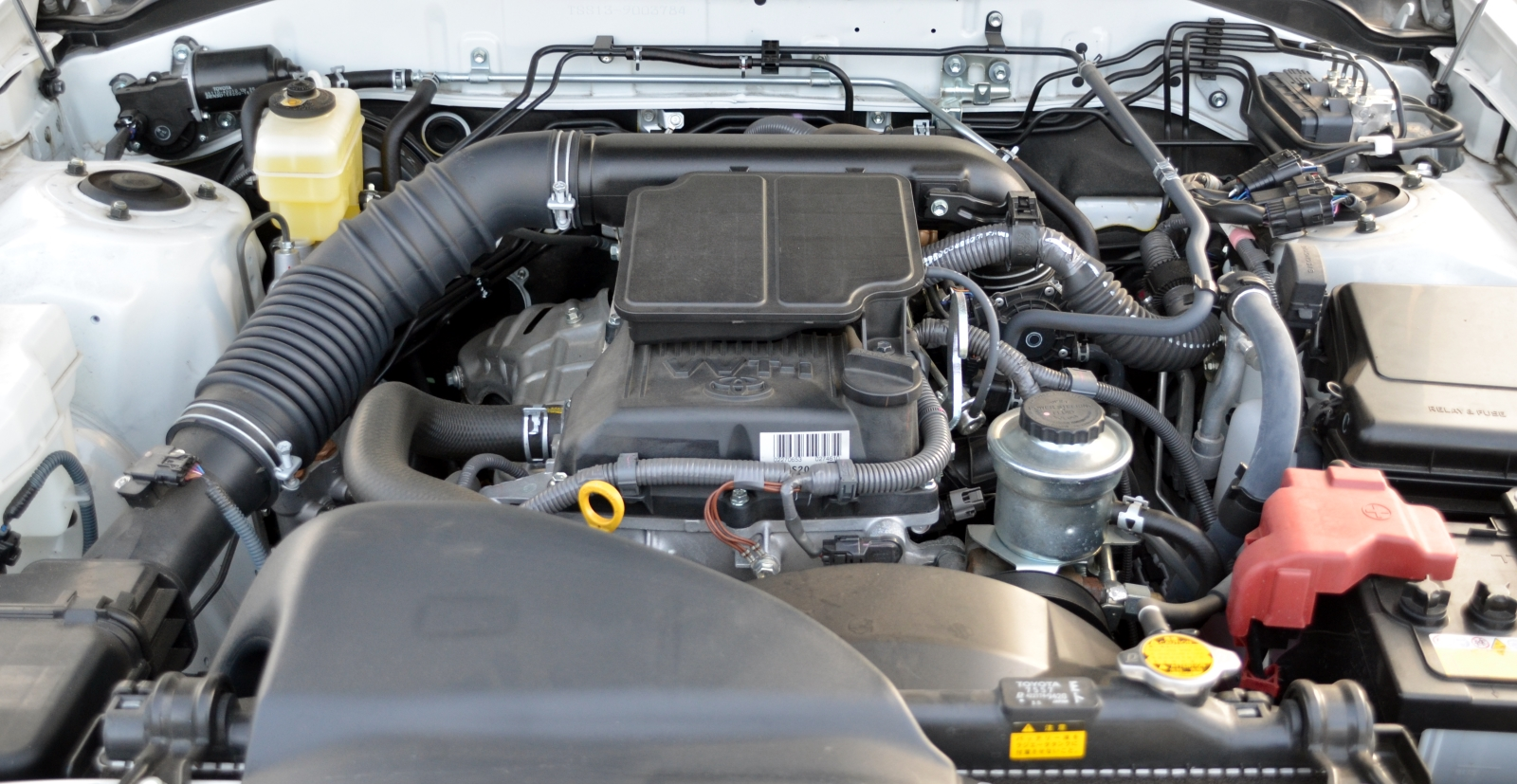
1TR-FE

### 1TR-FPE - 2000cc
トヨタ初の「EFI-LP (EFI for LPgas)」（電子制御式LPG液体噴射方式）エンジン
- 搭載車種（車両型式）
  - （初）ダイナ/トヨエース（TRY231・281）
  - クラウンセダン/クラウンコンフォート/コンフォート（TSS10系・TSS11系、2008年8月 - 2018年1月）

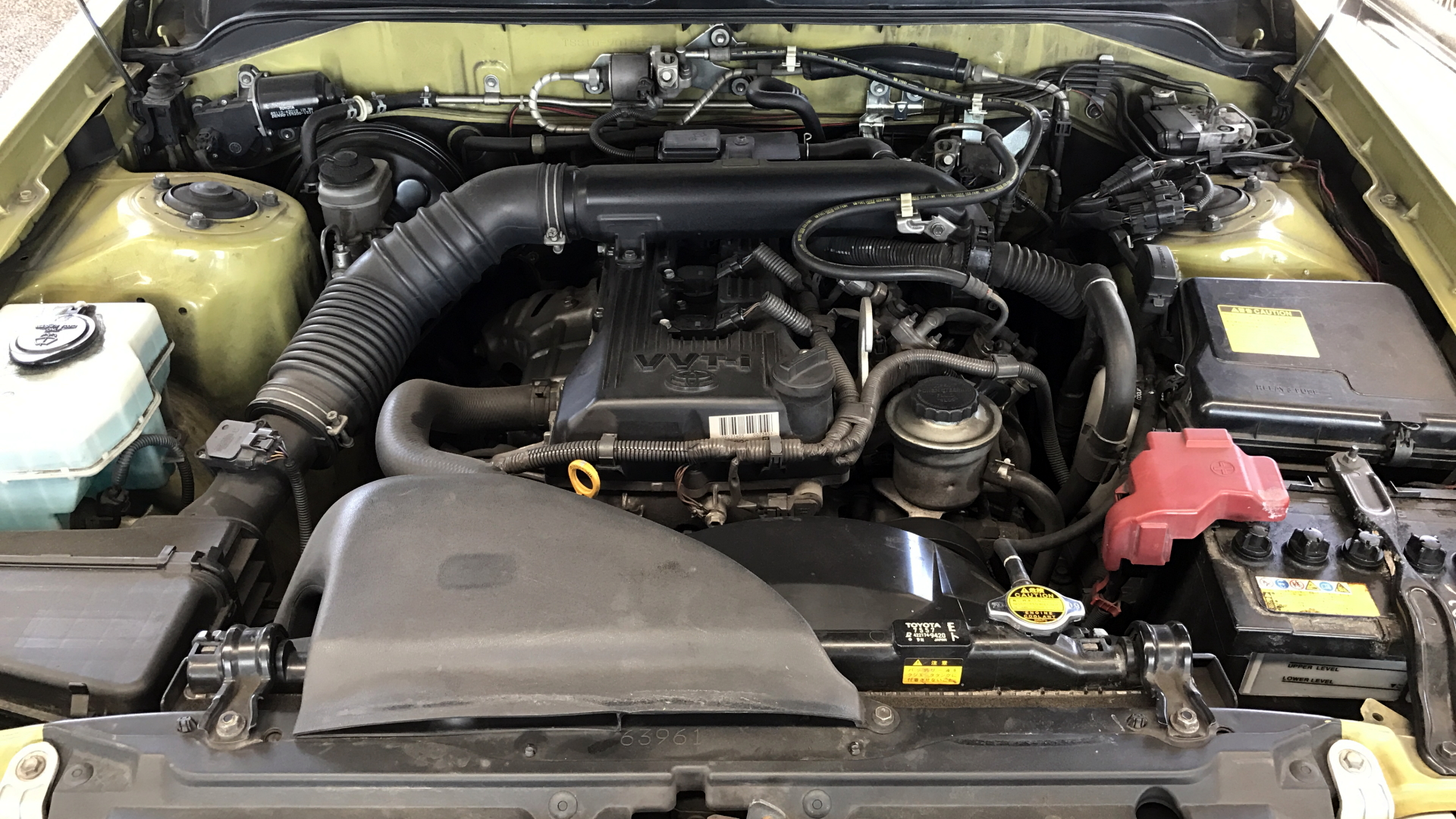
1TR-FPE型エンジン（S10系トヨタ・クラウンセダン#6代目 XS/BS/SS10系（2001年 - 2018年）

### 2TR-FE - 2700cc
- 搭載車種（車両型式）
  - ハイエース/レジアスエースワゴン（TRH200系）
  - 4代目ハイラックスサーフ（TRN215W）
  - 3代目ランドクルーザープラド（TRJ120系）
  - 4代目ランドクルーザープラド（TRJ150系）
  - ランドクルーザー250(TRJ250W系)
  - 3代目ハイメディック（TRH200S系）
  - ハイエース/レジアスエースバン200/210/220系
  - ランドクルーザー120系
  - ハイラックスサーフ210系
  - ハイラックス/ハイラックスヴィーゴ
  - イノーバ 新興国市場車
  - タコマ
  - ダイナ/トヨエース/日野・デュトロ（TRU500/TRC600系）

### 2TR-FP - 2700cc
- 搭載車種（車両型式）
  - ダイナ/トヨエース